# Tannadice Park
Il Tannadice Park è uno Stadio situato a Dundee, in Scozia. Lo stadio è stato inaugurato nel 1883 e più volte rinnovato. Lo stadio ospita le partite casalinghe del Dundee United F.C. Ha una capienza di circa 15.000 persone.